# 周家湾站
周家湾站是一个京广线上的铁路车站，位于河南省信阳县周家湾村，建于1991年，目前为五等站，邮政编码为464192。目前客运：办理旅客乘降；行李、包裹托运；不办理货运营业。本站东侧为信阳北站。